# Senobasis analis
Senobasis analis är en tvåvingeart som beskrevs av Macquart 1838. Senobasis analis ingår i släktet Senobasis och familjen rovflugor. Inga underarter finns listade i Catalogue of Life.